# Amiota latitabula
Amiota latitabula är en tvåvingeart som beskrevs av Chen och Mahito Watabe 2005. Amiota latitabula ingår i släktet Amiota och familjen daggflugor. Inga underarter finns listade i Catalogue of Life.